# Émilie Heymans
Émilie-Joane Heymans (14 de desembre de 1981) és una bussejadora canadenca. Nascuda a Brussel·les, Bèlgica i criada a Saint-Lambert, un barri de Mont-real (Quebec). Heymans va guanyar quatre medalles olímpiques, dues de bronze i dos de plata. És la primera dona bus a guanyar medalles en quatre Jocs Olímpics consecutius, i la primera canadenca a guanyar medalles en quatre Jocs Olímpics consecutius. Heymans també és una vegada campiona de món i ha guanyat quatre Campionats Panamericans, així com un campionat als Jocs de la Mancomunitat.

## Vida personal
Heymans va néixer a Brussel·les, encara que la seva família es va traslladar a Quebec després que la seva mare competís als Jocs Olímpics de Mont-real 1976 com una esgrimista.

## Carrera
Abans de convertir-se en bussejadora, Heymans era gimnasta. No obstant això, ella va començar a bussejar l'any 1993, als 11 anys després que els seus entrenadors li diguessin que no té el físic per ser un gimnasta.